# 백자 청화운룡문 항아리
백자 청화운룡문 항아리(白磁 靑畵雲龍文 立壺)는 청화로 운룡문을 그려넣은, 조선 후기의 백자 항아리이다. 대한민국의 보물 제1064호로 지정되어 있다.

## 개요
18세기 전반 광주의 금사리 가마에서 왕실의 잔치 의식에 사용하기 위해 만들어졌다. 단정하고 기품 있게 제작된 이 항아리는 조선 후기 새로운 청화백자가 제작되기 시작한 영조 연간의 항아리로 둥근 달항아리와 함께 제작되었다.

## 모양
직립되어 세워진 낮은 입 부분과 어깨에서 팽창되어 중심을 이루었다 서서히 좁아져 세워진 장신의 항아리이다.
몸통 세 곳에 큼직한 화창을 그리고 각각의 화창 내에 여의주를 집어삼키려는 용의 약동하는 모습과 구름을 청화로 새겼는데, 용의 자세가 서 있는 모습을 띠고 있고 삼족을 하고 있다. 화창의 구획은 금사리 가마에서 시작되었으며, 이후에는 어깨와 아랫부분에 문양대가 꽉 차게 그려지는 항아리로 발전하게 된다.
유색은 엷은 회색을 띠는 백색으로 전면에 칠해졌으며, 광택이 있다. 청화의 빛깔은 흐린 회청색으로 맑지 않다. 굽다리에는 모래를 받쳐 구운 흔적이 남아 있다.